# Cの福音
『Cの福音』（シーのふくいん）は、楡周平による日本の小説。「朝倉恭介vs川瀬雅彦シリーズ」の第1作目。
楡がアメリカ系企業在職中に執筆したデビュー作である。朝倉恭介というアンチヒーローの誕生が人気を呼び、30万部を超えるベストセラーとなった。楡はこれをきっかけに専業作家に転身した。

## あらすじ
アメリカのミリタリースクールで、強靭な肉体と戦闘能力を得た朝倉恭介は、名門大学への進学も決まり前途有望な学生へと成長する。だが、卒業式へ出席するため飛行機に乗っていた両親が、着陸時の事故で亡くなる。
事故は失意の恭介に世間の冷たさと厳しさを知らしめた。その後、格闘技の稽古の帰り道、襲ってきた2人の暴漢を正当防衛で殺害、前途有望だった未来も簡単に見放され、恭介は“悪の世界”で生きることを決意する。
恭介は持ち前の頭脳で完璧なコカイン密輸法を考え出し、日本のマーケットを任されるようになる。悪のヒーロー朝倉恭介が生きる道とは……。

## 登場人物

### 朝倉恭介
生い立ち
日本の総合商社に勤務する朝倉優一朗の長男と（一人っ子）してロンドンで出生。小学校6年間は東京で過ごすが、ニューヨーク駐在の命を受けた父に付いて、母と共にアメリカへ渡る。中学卒業後、フィラデルフィアの私立のミリタリースクールに、母の反対を押し切って進学。文武両面に渡って厳しい環境の中で厳しい教育を受け、聡明な頭脳と強靭な体力を身に付けた。名門ブラウン大学への進学も決まり、卒業式を間近に控えた日、式に出席するためにフィラデルフィアに向かっていた両親が乗っていた飛行機が悪天候のために着陸に失敗し爆発炎上、両親が他界する。
大学では、授業の他に、積極的にランゲージセンターに通い、中国語と韓国語を習得。うらぶれた町の道場で、元グリーンベレーの軍曹から、ミリタリースクール時代から続けている空手や柔道などの格闘技のトレーニングを密かに続ける。ある日のトレーニングの帰り、2人の暴漢に襲われ、正当防衛で殺害、陪審法廷で無罪となったが、殺人を犯した者を採用しようとする企業はおらず、それは恭介に、自分の肉体的能力、知識、精神力、キャリア全てを発揮できるビジネスの創出を決意させた。コンピューター・ネットワークを駆使した、日本の厳しい税関に気付かれることのない、コカイン密輸のシステムを考え出し、ファルージオにほぼ未開拓の日本のマーケットを一任される。
身体的特徴
身長180cm超、筋肉質の体型。髪には軽くウェーブがかかっている。意志の強さを想像させる厚めの唇。二重まぶたの大きめの目は澄み切っている。左頬には暴漢に襲われた際の傷跡がうっすらと残っている。
嗜好
煙草の銘柄はゴロワーズ。ショーロをよく聴く。

### アメリカマフィア関係者
ロバート・ファルージオ
嗄れ声。恭介の大学の寮のルームメイト、リチャード・ファルージオの父親。表向きは法律事務所の経営者だが、様々な非合法ビジネスを生業としている。
ルー・ゴッズマン
シカゴのショッピングモールでデリカテッセンと食料雑貨を経営する小太りの男。10年前まで、証券や権利書など公文書の偽造を仕事としていた。
稲田 茂実（いなだ しげみ）
大手総合商社菱紅の化学製品部門のニューヨーク駐在員。鮨屋で知り合ったチアーザに自宅のパーティーに招かれ、彼の姪・ジュディと出会い、コカイン中毒に陥り、チアーザの目論見通り、コカイン密輸に不可欠な“鸚鵡”に仕立て上げられる。
ジョン・チアーザ
マンハッタンで投資顧問会社を経営している。50歳。イタリア系。アッパー・イーストサイドの自宅で度々パーティーを催す。
ジュディ・チアーザ
ジョンの姪。バーナード・カレッジに通っている。茂実にコカインを教える。

### 台湾マフィア関係者
朱 長城
台湾籍の40代の男。歌舞伎町に本拠地を構える台湾マフィア「タイガーヘッド」の組織の幹部。六本木界隈を取り仕切る。「欲しいものは力でもぎ取る」が哲学。
王 瑞章
朱の組織で下働きをする留学生崩れの男。
陳 家生
流暢な日本語を話す。
葉 文信
37歳。朱の一味（六本木地域）ではNO.2。神経質そうな顔立ち。
エルザ
「華人」のママ。朱の愛人。
ヒデ
六本木のクラブ「JQ」の黒服。コカインの売人で、仕入れ元は朱。

### その他
山村 秀樹（やまむら ひでき）
フリーのテレビドラマプロデューサー。恭介の“ひよこ”の1人。妻・祐子との間に娘が2人いる。
成瀬 美江（なるせ みえ）
グラビアアイドル。20歳。15歳でアイドル歌手としてデビューし人気を博したが、ディスコへ入り浸っていることがばれ人気が落ち始めるのと同じ頃、コカインに手を出した。山村から買った上物のコカインを転売する。
前島 和男（まえじま かずお）
東京の下町、門前仲町の近くにある前島水産の取締役社長。弟は実務を取り仕切る専務、長男と次男はポーツマスのオフィスに駐在している。
アーネスト・アグリエッティ
ポーツマス周辺の漁港でレストランを経営する実業家。
ニューハンプシャーを仕切る犯罪組織に属していることは義之たちは知らない。ファルージオの組織とも密接な関係を持っており、麻薬のディーリングに深く関与している。
町山 信太郎（まちやま しんたろう）
オリエンタル・フローズンフード・サービス社長。冷凍食品を扱う。和男とは馴染みの間柄。

## 書誌情報
- 1996年2月、宝島社、ISBN 4-7966-1064-2
- 1998年8月、宝島社文庫、ISBN 4-7966-1378-1
- 2005年5月、宝島社文庫、ISBN 4-7966-4601-9【新装版】
- 2008年10月、角川文庫、ISBN 978-4-04-376503-4